# قطعنامه ۱۱۳۶ شورای امنیت
قطعنامه ۱۱۳۶ شورای امنیت سازمان ملل متحد که در تاریخ ۰۶ نوامبر ۱۹۹۷ تصویب شد، سندی بین‌المللی دربارهٔ بررسی وضعیت در جمهوری آفریقای مرکزی است. این قطعنامه طی نشست ۳۸۲۹ام با ۱۵ رای موافق، ۰ مخالف و ۰ ممتنع تصویب شد.